# Доњи Комрен
Доњи Комрен је насељено место града Ниша у Нишавском округу. Административно припада градској општини Црвени крст. Налази се око 4 km северно од центра града. Према попису из 2022. било је 1.587 становника (према попису из 1991. било је 4.919 становника).

## Историја
Као и Горњи, тако је и Доњи Комрен старо, још у средњем веку формирано насеље. Турски попис 1498. године га евидентира, под данашњим називом, са 53 куће, 13 неожењених, 2 удовичке куће и са дажбинама које износе 6.894 акче. Према турском попису нахије Ниш из 1516. године, место је било једно од 111 села нахије и носило је исти назив као данас, а имало је 44 кућа, 9 удовичка домаћинства, 8 самачка домаћинства
 Сачуван је податак о томе како је средином 18. века тимар (спахилук) Доњи Комрен преведен у читлук-сахибијски посед. Средином 18. века, село је било тимар Ахмеда-заима. Ахмед је у селу саградио воденицу и помоћу ње сељацима оспорио право на земљу. Ову земљу је фиктивно продао својој мајци „за преко 100 гроша“. После њене смрти власником се прогласио њен унук Џефер-заим и у селу поставио тор, захтевајући од сељка плаћање торовине. У међувремену, одлуком у Цариграду, Доњи Комрен је као тимар (спахлук) додељен Мустафи Базрђановићу. Мустафа је око 1760. године повео спор са Џафер-заимом око права на село, који се водио у Нишу, Београду и Цариграду. У мају 1762. године Мустафа Базрђановић је на расправу пред царски суд у Цариграду довео и рају из Доњег Комрена да сведочи у његову корист. Доњокомренска раја је том приликом приложила два фермана (писма) против Џафир-заима. Није познато како се овај спор завршио, али познато је да је Џафир-заим, истих година, на сличан начин купио од нишког накибулешрафа Саид Омера за 1.000 гроша „сву земљу, ливаде и пашњаке“ и за 500 гроша „све зграде, баште и гумна“ села Хум, затим да је добио спор код нишког кадије око границе почитлученог села Церје и зијаметског (спахијског) села Лесковик, па се по томе приближно може претпоставити у чију корист је решен и спор око села Доњи Комрен. Међу мештанима староседеоцима у овом селу живи предање да се старо сеоско насеље налазило на потесу Селиште. Међу паљеним селима у противтурском устанку 1841. године и у Српско-турском рату 1876. године помиње се и Доњи Комрен. Ослобођење од Турака затекло га је као мање село са тридесетак задружник кућа. Године 1895. је мање село са 43 домаћинства и 272 становника, а 1930. године у њему су живела 64 домаћинства 338 становника. Близина Ниша и добра земља подстакли су бржи развој села. Крајем 19. и почетком 20. века окончан је распад породичних задруга и убрзан процес уситњавања поседа. Близина града допринела је у периоду између два светска рата тржишном усмеравању сеоске привреде, а пред Други светски рат и запошљавању у граду.
Од 1953/55. године наступио је снажан заокрет ка радничком запошљавању и приградском повезивању Доњег Комрена са Нишом. Ово повезивање остварено је преко Насеља Ратко Јовић, чији се зачетни облик дуж хумског пута у периоду 1960/70. године звао Нови Комрен. Током 1970/80. године нарасло Насеље Ратко Јовић омогућило је физички спој Ниша и Доњег Комрена. У овом периоду Доњи Комрен је изгубио карактер традиционалног села и добио лик периферијског насеља Ниша. Старији део насеља је подељен у две мале (Горњу и Доњу), док су нови насељски делови добијали називе према некој њиховој специфичности: Шоферско насеље, Рујничко насеље, Црногорско насеље итд. Највећи новонасељени део Доњег Комрена је настао са источне стране Хумског потока. Процес нове организације Доњег Комрена одвијао се спонтано (самоникло) и у већини на руралан начин; закаснела планска урбанизација имала је озбиљних тешкоћа у погледу санације и ефикасније организације простора. Највећи број досељеника у ранијој послератној фази (1955—1970) био је са села из његовог залеђа (Рујник, Хум, Кравље, Врело), а у наредној фази (1970—1980) из најразличитијих крајева. Према подацима пописа, у овом насељу су 1971. године живела 33 пољопривредна, 106 мешовитих и 638 непољопривредних домаћинстава.

## Демографија
У насељу Доњи Комрен живи 4456 пунолетних становника, а просечна старост становништва износи 36,8 година (36,8 код мушкараца и 36,9 код жена). У насељу има 1858 домаћинстава, а просечан број чланова по домаћинству је 3,08.
Ово насеље је великим делом насељено Србима (према попису из 2002. године), а у последња три пописа, примећен је пораст у броју становника.
|  |

| Демографија | Демографија | Демографија |
| Година      | Становника  | Становника  |
| ----------- | ----------- | ----------- |
| 1948.       | 589         |             |
| 1953.       | 666         |             |
| 1961.       | 1.370       |             |
| 1971.       | 2.850       |             |
| 1981.       | 4.185       |             |
| 1991.       | 4.919       | 4.796       |
| 2002.       | 5.725       | 5.924       |

| Етнички састав према попису из 2002.‍ | Етнички састав према попису из 2002.‍ | Етнички састав према попису из 2002.‍ | Етнички састав према попису из 2002.‍ | Етнички састав према попису из 2002.‍ |
| ------------------------------------ | ------------------------------------ | ------------------------------------ | ------------------------------------ | ------------------------------------ |
|                                      |                                      |                                      |                                      |                                      |
| Срби                                 | Срби                                 |                                      | 5.536                                | 96,69%                               |
| Роми                                 | Роми                                 |                                      | 63                                   | 1,10%                                |
| Црногорци                            | Црногорци                            |                                      | 12                                   | 0,20%                                |
| Македонци                            | Македонци                            |                                      | 12                                   | 0,20%                                |
| Бугари                               | Бугари                               |                                      | 8                                    | 0,13%                                |
| Југословени                          | Југословени                          |                                      | 4                                    | 0,06%                                |
| Хрвати                               | Хрвати                               |                                      | 1                                    | 0,01%                                |
| Украјинци                            | Украјинци                            |                                      | 1                                    | 0,01%                                |
| Словенци                             | Словенци                             |                                      | 1                                    | 0,01%                                |
| Руси                                 | Руси                                 |                                      | 1                                    | 0,01%                                |
| Немци                                | Немци                                |                                      | 1                                    | 0,01%                                |
| Власи                                | Власи                                |                                      | 1                                    | 0,01%                                |
| Албанци                              | Албанци                              |                                      | 1                                    | 0,01%                                |
| непознато                            | непознато                            |                                      | 61                                   | 1,06%                                |

| Година пописа     | 1948. | 1953. | 1961. | 1971. | 1981. | 1991. | 2002. |
| ----------------- | ----- | ----- | ----- | ----- | ----- | ----- | ----- |
| Број домаћинстава | 107   | 133   | 358   | 777   | 1.163 | 1.397 | 1.858 |

| Број чланова      | 1   | 2   | 3   | 4   | 5   | 6  | 7  | 8 | 9 | 10 и више | Просек |
| ----------------- | --- | --- | --- | --- | --- | -- | -- | - | - | --------- | ------ |
| Број домаћинстава | 222 | 480 | 396 | 537 | 144 | 68 | 10 | 1 | 0 | 0         | 3,08   |

| Пол    | Укупно | Неожењен/Неудата | Ожењен/Удата | Удовац/Удовица | Разведен/Разведена | Непознато |
| ------ | ------ | ---------------- | ------------ | -------------- | ------------------ | --------- |
| Мушки  | 2.378  | 605              | 1.597        | 102            | 59                 | 15        |
| Женски | 2.298  | 373              | 1.618        | 226            | 69                 | 12        |
| УКУПНО | 4.676  | 978              | 3.215        | 328            | 128                | 27        |

| Пол    | Укупно                    | Пољопривреда, лов и шумарство | Рибарство                            | Вађење руде и камена | Прерађивачка индустрија       |
| ------ | ------------------------- | ----------------------------- | ------------------------------------ | -------------------- | ----------------------------- |
| Мушки  | 1.222                     | 20                            | 0                                    | 2                    | 390                           |
| Женски | 798                       | 29                            | 0                                    | 0                    | 258                           |
| УКУПНО | 2.020                     | 49                            | 0                                    | 2                    | 648                           |
| Пол    | Производња и снабдевање   | Грађевинарство                | Трговина                             | Хотели и ресторани   | Саобраћај, складиштење и везе |
| Мушки  | 21                        | 111                           | 183                                  | 41                   | 141                           |
| Женски | 5                         | 12                            | 156                                  | 39                   | 33                            |
| УКУПНО | 26                        | 123                           | 339                                  | 80                   | 174                           |
| Пол    | Финансијско посредовање   | Некретнине                    | Државна управа и одбрана             | Образовање           | Здравствени и социјални рад   |
| Мушки  | 10                        | 36                            | 100                                  | 29                   | 44                            |
| Женски | 7                         | 16                            | 18                                   | 60                   | 102                           |
| УКУПНО | 17                        | 52                            | 118                                  | 89                   | 146                           |
| Пол    | Остале услужне активности | Приватна домаћинства          | Екстериторијалне организације и тела | Непознато            | Непознато                     |
| Мушки  | 19                        | 0                             | 0                                    | 75                   | 75                            |
| Женски | 18                        | 1                             | 0                                    | 44                   | 44                            |
| УКУПНО | 37                        | 1                             | 0                                    | 119                  | 119                           |